# Лили Картър
Лили Картър (на английски: Lily Carter) е американска порнографска актриса.
Родена е на 15 април 1990 г. в град Йонкала, щата Орегон, САЩ и е английски и ирландски произход.
Дебютира като актриса в порнографската индустрия през 2010 г., когато е на 20-годишна възраст.
През 2013 г. американският таблоид „LA Weekly“ я поставя на 2-ро място в списъка си на „10-те порнозвезди, които могат да бъдат следващата Джена Джеймисън“. Същата година телевизионния канал CNBC я поставя в списъка си на „Мръсната дузина: най-популярните звезди в порното“.

## Награди и номинации
Носителка на награди
- 2010: CAVR награда за дебютантка на годината.[7]
- 2012: AEBN VOD награда за най-добра новачка.[8]
- 2013: AVN награда за най-добра актриса – „Пустош“.[9]
- 2013: XBIZ награда за най-добра актриса – „Пустош“.[10]
- 2013: XRCO награда за най-добра актриса – „Пустош“.[11][12]
- 2013: XRCO награда за Cream Dream.[11][12]

Номинации
- 2010: Номинация за CAVR награда за звездица на годината.[13]
- 2012: Номинация за AVN награда за най-добра нова звезда.[14]
- 2012: Номинация за XRCO награда за нова звезда.[15]
- 2013: Номинация за AVN награда за изпълнителка на годината.[16]
- 2013: Номинация за AVN награда за най-добра секс сцена с двойно проникване – „Лили Картър е неустоима“ (с Рамон Номар и Мик Блу).[16]
- 2013: Номинация за AVN награда за най-добра сцена с орален секс – „Пустош“ (с Лили Лейбоу).[16][17]
- 2013: Номинация за XBIZ награда за изпълнителка на годината.[18]
- 2013: Номинация за XRCO награда за изпълнителка на годината.[19]
- 2013: Номинация за NightMoves награда за най-добра изпълнителка.[20]